# 박승하 (1912년)
박승하(朴勝夏, 1912년 11월 17일 ~ 1994년 10월 6일)는 대한민국의 정치인이다. 제2대 국회의원을 지냈다

## 약력
- 경성사범학교 강습과 졸업
- 조선총독부 농림국속
- 대동청년단 강원도단장
- 1945년 12월 28일 모스크바 삼상회의를 통해 신탁통치안이 결정되자, 김우종(金宇鍾), 최규옥(崔圭鈺) 등과 함께 신탁통치반대 강원도위원회를 춘천에서 결성하였다.[1]
- 제2대 국회의원

## 역대 선거 결과
|  | 24.55% |

|  | 24.89% |

|  | 13.71% |

|  | 11.61% |

|  | 11.54% |

## 참고 자료
- 박승하 - 대한민국헌정회